# Serj Tankian
Serj Tankian (armeni: Սերժ Թանկյան) (Beirut, Líban, 21 d'agost de 1967) és un cantant, compositor, poeta, activista i multiinstrumentalista libanès amb nacionalitat d'Armènia i americana. És més conegut per ser el cantant i pianista del grup de Metal alternatiu System of a Down. El 2002, Tankian i Tom Morello van fundar una organització sense ànim de lucre activista i política, Axis of Justice. Durant la seva carrera, ha publicat cinc àlbums amb System of a Down, un amb Arto Tunçboyacıyan (Serart) i un àlbum en solitari, Elect the Dead, al 23 d'octubre de 2007.

## Biografia

### Inicis
En Serj Tankian va destacar en els estudis des de ben petit. Té un títol universitari en Màrqueting i Negocis de la Universitat de l'Estat de Califòrnia. Va rebre lliçons de guitarra des de molt petit.
L'any 1993, va fundar el grup musical Soil amb Daron Malakian, Domingo Laranio, Dave Hakopyan i, més tard, Shavo Odadjian. Dos anys després, tot i que van fer una gravació i una actuació en directe, en Dave i en Domingo deixaren el grup. En Shavo (que entrà al grup per ser el baixista, portà al grup el bateria Andy Kakachirin. Ja amb aquests components el grup es va passar a anomenar System of a Down. Durant la seva estada a System, va cantar en altres grups algunes cançons, com Mushroom Cult de Dog Fashion Disco, i va deixar la seva veu per a la cançó Mein de Deftones. Va produir "Enter the Chicken" de Buckethead, i va cantar també les cançons de Buckethead We Are One, Coma, i Waiting Here.
Amb Serjical Strike Records, el seu segell discogràfic, s'esforçà per oferir a aquells músics que sovint eren ignorats pel gran públic una possibilitat per a publicar la seva música i fer-se sentir. La primera publicació d'aquest segell va ser Serart, un projecte format per en Tankian i un amic armeni seu, Arto Tunçboyacıyan.
Més recentment, ha cantat amb Les Rita Mitsouko a la cançó Terminal Beauty. A més, també va cantar amb el grup Fair to Midland durant una versió improvisada de la seva cançó Walls of Jericho, de l'àlbum Fables from a Mayfly: What I Tell You Three Times Is True, què va tenir un gran ressò. Acostuma també a col·laborar amb un bon amic seu, el director Diran Noubar, en diversos projectes, incloent-hi la veu en off d'Armenia, a Country Under Blockade. En Noubar va col·laborar tocant la guitarra a l'album d'en Tankian Elect the Dead, concretament a la cançó Saving us" i va dirigir el videoclip d'una cançó del mateix disc, Baby.

## Política
Serj Tankian, així com la resta de membres de la seva banda, està molt compromès amb l'activisme social, específicament denunciant les injustícies dels estats units i posant sobre la taula el genocidi armeni que va tenir lloc a Turquia el 1915. Aquest últim fet històric ressona de forma personal amb l'artista, ja que el seu padrí el va viure de primera mà quan només era un nen, va ser un dels homes supervivents de la seva família. El fet que el genocidi sigui negat per part de Turquia fa que molts armenis se sentin indignats, és per això que tant Serj com System of a Down implementen discursos polítics relacionats amb aquest fet històric, i altres injustícies socials, tant en els seus concerts com en les lletres de les seves cançons.
Axis of Justice va ser un projecte ideat per Tom Morello, guitarrista i vocalista del grup Rage Against the Machine, a partir d'haver assistit com artista al festival Ozzfest l'any 2000 i veure una gran quantitat de persones amb símbols nazis. L'any següent System of a Down tocaria al festival, va ser en aquell moment quan Tom contacta amb Serj per compartir el seu discurs antiracista amb ell. Eventualment, van unir forces per crear l'organització sense ànims de lucre, Axis of Justice, el propòsit d'aquesta és unir a músics i a fans de la música per lluitar contra les injustícies socials, creant connexions entre els fans i organitzacions polítiques locals.

## Llibres
L'any 2001, en Tankian va publicar un llibre de poesia titulat Cool Gardens, que ja va per la segona impressió. L'actor i poeta Saul Williams va dir en una revisió de Cool Gardens:

Les paraules d'en Serj, igual que la seva veu, té una sensibilitat estètica diferent connectada a no rendir-se mai, un clam visceral de passió. La seva capacitat per a 'imitar un ocell matador' mentre ens preguntem la gràcia, la bellesa i el rang de colors de la seva grandària serà la marca de les seves carreres com a cantant i escriptor

Dos dies després dels atemptats de l'11 de setembre de 2001, en Serj escrigué un assaig titulat Understanding Oil. Va causar molta controvèrsia, especialment perquè molts dels lectors sembla que no van entendre el missatge.

## Discografia

### System of a Down
- 1998: System of a Down
- 2001: Toxicity
- 2002: Steal This Album!
- 2005: Mezmerize
- 2005: Hypnotize

### Serart
- 2003: Serart

### Axis of Justice
- 2004: Concert Series Volume 1

### En solitari
- 2007: Elect the Dead
- 2008: Lie Lie Live (EP de directes i remesclats)
- 2010: Elect the Dead Symphony (En directe)
- 2010: Imperfect Harmonies
- 2011: Imperfect Remixes (EP de temes remesclats)
- 2012: Harakiri
- 2013: Orca
- 2021: Elasticity (EP)
- 2021: Live in Edmonton (with The F.C.C.) (En directe)
- 2022: Live at Leeds (with The F.C.C.) (En directe)
- 2022: Perplex Cities (EP)

## Singles
| Any  | Títol                     | Àlbum          |
| ---- | ------------------------- | -------------- |
| 2007 | "The Unthinking Majority" | Elect the Dead |
| 2007 | "Empty Walls"             | Elect the Dead |
| 2007 | "Lie Lie Lie"             | Elect the Dead |
| 2008 | "Sky Is Over"             | Elect the Dead |

## Col·laboracions/contribucions en cançons

### Àlbums
Representades i/o escrites
- 1999: Limp Bizkit amb Serj Tankian - "Don't Go Off Wondering" (Demo) - Demo per a Significant Other
- 2000/2006: (həd) p.e. amb Serj Tankian and Morgan Lander - "Feel Good" - Broke i The Best of (həd) Planet Earth
- 2000: Tony Iommi amb Serj Tankian - "Patterns" - Iommi
- 2000: Snot amb Serj Tankian - "Starlit Eyes" - Strait Up[8]
- 2001: Dog Fashion Disco amb Serj Tankian - "Mushroom Cult" - Anarchists of Good Taste
- 2003: Serj Tankian - "Bird of Paradise" - Bird Up!: The Charlie Parker Remix Project
- 2004: Saul Williams - "Talk to Strangers" - Saul Williams (En Serj toca el piano en aquesta cançó)
- 2003: Kittens for Christian amb Serj Tankian - "Had a Plan" - Privilege of Your Company
- 2005: Buckethead amb Serj Tankian - "We Are One" - Enter the Chicken i Masters of Horror Soundtrack
- 2005: Buckethead amb Azam Ali i Serj Tankian - "Coma" - Enter the Chicken
- 2005: Buckethead amb Shana Halligan i Serj Tankian - "Waiting Hare" - Enter the Chicken
- 2006: Deftones amb Serj Tankian - "Mein" - Saturday Night Wrist
- 2007: Les Rita Mitsouko amb Serj Tankian - "Terminal Beauty" - Variéty
- 2007: Serj Tankian - "Bug Theme" - Cançó bug
- 2007: Serj Tankian i Petra Jolly - "Innermission" - Cançó bug
- 2007: Serj Tankian - "The Essenece of Tequila" - Stranglehold
- 2007: Serj Tankian - "Chicakong" - Stranglehold.
- 2007: Wyclef Jean amb Serj Tankian i Sizzla - "Riot (Trouble Again)" - Carnival Vol. II: Memoirs of an Immigrant
- 2008: Praxis amb Serj Tankian - "Sulfur and Cheese" - Profanation (Preparation for a Coming Darkness)[9]

### Actuacions en directe
- 1999: Fear Factory amb Serj Tankian - "Cars"
- 2000: Incubus amb Serj Tankian - Improvisació en directe
- 2000: Metallica amb Serj Tankian i Daron Malakian - "Mastertarium" (Part de "Welcome Home (Sanitarium)")
- 2006: Buckethead amb Shana Halligan i Serj Tankian - "Waiting Hare"
- 2007: Tool amb Serj Tankian - "Sober" (versió improvisada) - Big Day Out 2007 (Només Auckland)
- 2007: Fair to Midland amb Serj Tankian - "Walls of Jericho" (versió improvisada) - Coachella 2007
- 2007: Foo Fighters amb Serj Tankian - "Holiday in Cambodia" - 2007 MTV Video Music Awards
- 2008: The Nightwatchman (acoustic) amb Serj Tankian - "Lazarus on Down" - Big Day Out 2008 (Només Auckland)
- 2008: Foo Fighters: Acte d'obertura (Detroit, Michigan)
- 2008: Foo Fighters: 2n grup d'obertura (Allstate Arena, Rosemont, IL)
- 2008: Foo Fighters: 2n grup d'obertura (Target Center, Minneapolis, MN)

### Cançons remixades
- 2005: M.I.A. - "Galang" (Serj Tankian Remix) - Galang '05
- 2006: Dredg - "Ode to the Sun" (Serj Tankian Remix) (No publicada)
- 2006: The Notorious B.I.G. - "Who Shot Ya?" (Serj Tankian Remix) - Marc Eckō's Getting Up: Contents Under Pressure[10]

## Premis
- L'any 2006, System of a Down va guanyar el seu primer Grammy com la Millor Producció Hard Rock per "B.Y.O.B."
- L'any 2006, van guanyar el "MTV Good Woodie Award" per la seva cançó "Question!".
- L'any 2006, van ser a la posició #14 al VH1 Top 40 Metal Songs amb "Toxicity".
- L'any 2007, van ser nominats per un Grammy a la Millor Producció Hard Rock per la seva cançó"Lonely Day".

## Videografia
| Nom de la cançó                           | Àlbum                 | Director                       |
| ----------------------------------------- | --------------------- | ------------------------------ |
| "The Unthinking Majority"                 | Elect the Dead (2007) | Tawd b. Dorenfeld              |
| "Empty Walls"                             | Elect the Dead (2007) | Tony Petrossian                |
| "Saving Us"                               | Elect the Dead (2007) | Kevin Estrada                  |
| "Feed Us"                                 | Elect the Dead (2007) | Sevag Vrej                     |
| "Lie Lie Lie"                             | Elect the Dead (2007) | Martha Colburn                 |
| "Honking Antelope"                        | Elect the Dead (2007) | Roger Kupelian                 |
| "Elect the Dead"                          | Elect the Dead (2007) | Gariné Torossian               |
| "Baby"                                    | Elect the Dead (2007) | Isaac "Eye-Sack" Flores        |
| "Sky is Over" (independent video)         | Elect the Dead (2007) | José Rivera                    |
| "Beethoven's Cunt"                        | Elect the Dead (2007) | Adam Egypt Mortimer            |
| "Money"                                   | Elect the Dead (2007) | Ara Soudjian                   |
| "Praise the Lord and Pass the Ammunition" | Elect the Dead (2007) | Greg Watermann                 |
| "Sky is Over" (official video)            | Elect the Dead (2008) | Tony Petrossian i Ara Soudjian |

## Equipament
- Fender Stratocaster
- Diversos Marshall 1/2 stacks
- Gibson SG
- Gibson Les Paul
- Gibson Flying V
- Roland VS-1680
- BOSS DR-202 Dr. Groove
- Ibanez Grg170dx
- BOSS GT-5 Guitar Effects Processor
- BOSS DS-1 Distortion
- BOSS CH-1 Super Chorus
- Korg Triton
- Custom First Act Double Cutaway Lola
- Roland SH-101